# Salle Huyghens
La salle Huyghens est le nom donné à l'atelier à Paris situé 6, rue Huyghens du peintre Émile Lejeune et qui devient, entre 1916 et 1919, un lieu de performances artistiques d'avant-garde, au cœur de la bohème du quartier du Montparnasse.

## Histoire
Au début de la Première Guerre mondiale, alors que les soirées-concerts sont interdites au-delà d'une certaine heure du fait du couvre-feu et que beaucoup d'artistes français sont mobilisés, Lejeune, qui avait transformé d'anciennes écuries en un atelier, le met à la disposition de ses amis musiciens, poètes et peintres pour en faire une salle de spectacle et d'exposition,,. 

Les performances, appelées « Lyre et Palette », du nom d'un collectif nommé « Société Lyre et Palette » créé en janvier 1916,, sont entre autres financées par Blaise Cendrars, Pierre Bertin, et  Félix Delgrange (d). Elles accueillent un public bigarré, à la fois très chic et très bohème, à l'image du quartier du Montparnasse alors à son apogée,. 
Delgrange avait abandonné le violoncelle pour se consacrer entièrement à la cause de l'art naissant. Il organisait des concerts dans son petit atelier de Montparnasse, la Salle Huyghens. Les bancs sans dossiers étaient inconfortables, l'atmosphère était irrespirable à cause de la fumée du poêle, mais toute la bonne société de Paris, autant les artistes que les amateurs de nouvelle musique, jouait des coudes pour y être.
La salle est notamment investie par Erik Satie et les musiciens du futur groupe des Six : Georges Auric, Louis Durey, Arthur Honegger, Darius Milhaud, Francis Poulenc et Germaine Tailleferre. 
Elle donne aussi l'occasion à de jeunes peintres d'exposer leurs œuvres : Pablo Picasso, Juan Gris, Georges Braque, André Lhote, Amadeo Modigliani, mais aussi Manuel Ortiz de Zárate, Moïse Kisling, René Durey, Conrad Moricand, Henry de Waroquier,.
Les soirées comprennent également des déclamations de jeunes poètes, tels Jean Cocteau, Blaise Cendrars et Pierre Reverdy, sous le regard bienveillant du soldat Guillaume Apollinaire, quand il est en permission,.
En janvier 1918, l'association est rebaptisée « Palette et musique »[réf. nécessaire], et les performances, essentiellement des concerts de la « Société des Nouveaux Jeunes » (avec Satie, Cocteau et le « groupe des Six »), prennent fin au début de l'année 1919.

## Soirées[6]
- 1916 :

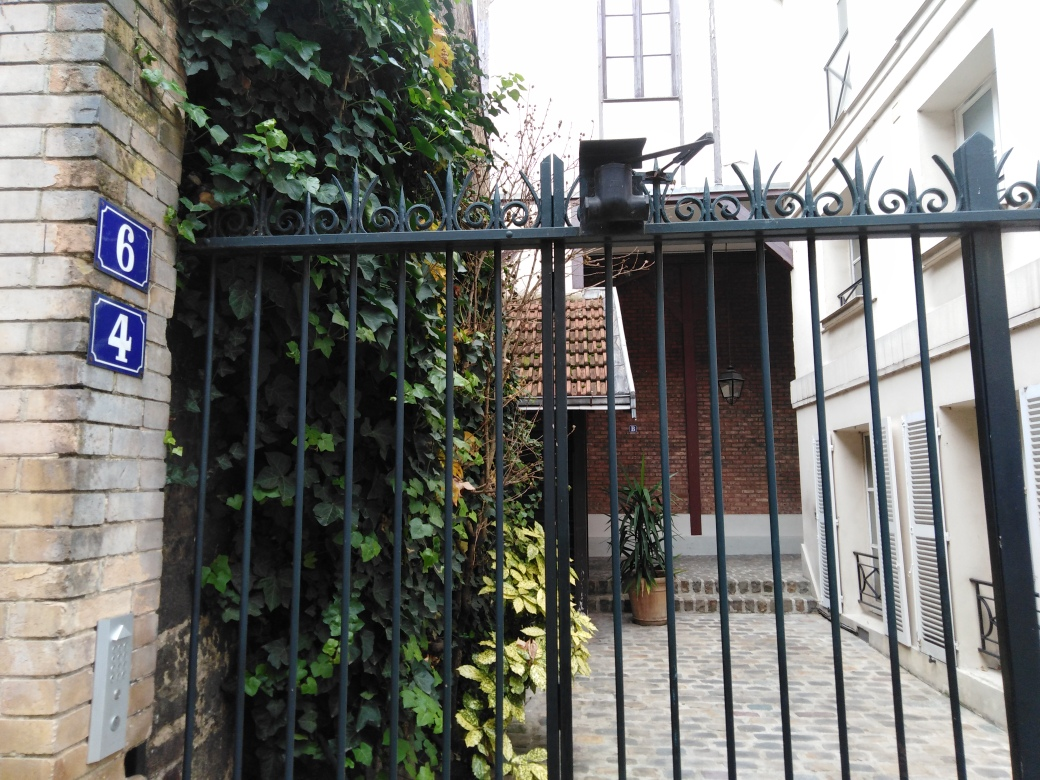
Au 6 de la rue Huyghens (2023), existe encore l'ancien atelier de Lejeune en fond de cour.

  - 29 janvier : 1er samedi de Lyre et Palette, concert inaugural, Louis Vuillemin au piano, Lucy Vuillemin, soprano, interprètent César Franck[11].
  - 8 avril : Concert hommage à Claude Debussy, au piano, Ricardo Viñes, l'affiche est conçue par Pablo Picasso.
  - 18 avril : Concert-rencontre entre Maurice Ravel et Erik Satie ; l'affichette-programme est illustrée par un bois de Henri Hayden, au profit de « L’Appui aux artistes », mobilisés.
  - 8 juin : Concert-hommage au compositeur suédois Melcher Melchers (1882-1961), et auquel participe Germaine Tailleferre ; le programme est illustré par un dessin de Henri Matisse.
  - 19 novembre : 1re exposition de peintures avec Moïse KisIing, Ortiz de Zarate, Modigliani, Picasso, Matisse et les sculptures nègres du collectionneur Paul Guillaume. Concert d'ouverture d'Erik Satie, au piano.
  - 28 novembre : Soirée de lecture, 6 poètes lisent des poèmes d'une enfant de cinq ans, Françoise Durand Viel, nièce de Cocteau. Les lecteurs sont Apollinaire, Cendrars, Max Jacob, Reverdy, André Salmon et Cocteau.
  - 3 décembre : Paul Dermée prononce une conférence, « Max Jacob et son œuvre » accompagnée de Sylvette Fillacier, lectrice.
  - 16 décembre : Concert festival Maurice Ravel avec Ricardo Viñes au piano et Yvonne Astruc au violon, programme illustré par Diego Rivera.
- 1917 :
  - 28 janvier : vernissage de la 2e exposition de peintures, avec 37 œuvres de Maurice de Vlaminck, Othon Friesz, Henry Hayden, Marewna, Olga Sacharoff, Gino Severini et André Lhote.
  - 6 juin : 5e concert centré sur Parade, avec Erik Satie, Georges Auric, Louis Durey et Arthur Honegger, présenté par Cocteau, programme illustré par Picasso.
  - 13 juin : vernissage de l'exposition : œuvres de René Durey, Kisling, Lejeune, Morgan Russell, Zadkine[12].
  - 22 novembre : vernissage de l'exposition d'œuvres de Durey, Gabriel Fournier, Kisling, Lejeune, Moricand, Waroquier[13].
- 1918 :
  - Quelques concerts organisés par Satie et Cocteau avec la « Société des Nouveaux Jeunes » (Auric, L. Durey, Honnegger, Roland-Manuel, Tailleferre)[14],[15].
- 1919 :
  - 5 avril : concert du futur groupe des Six[10].